# Yachts des présidents des États-Unis
Dans l'histoire de la présidence des États-Unis, les présidents ont souvent disposé d'un yacht officiel, le plus souvent armé par l'US Navy. Ceci fut favorisé par la proximité de Washington, D.C. de la baie de Chesapeake où se jette le Potomac et par une tradition de yachting des milieux aisés américains de la côte nord-est dès le milieu du XIXe siècle. Le yacht servait également à échapper à la chaleur étouffante des mois d'été à Washington et permettait des déplacements le long de la côte Atlantique.

## Histoire

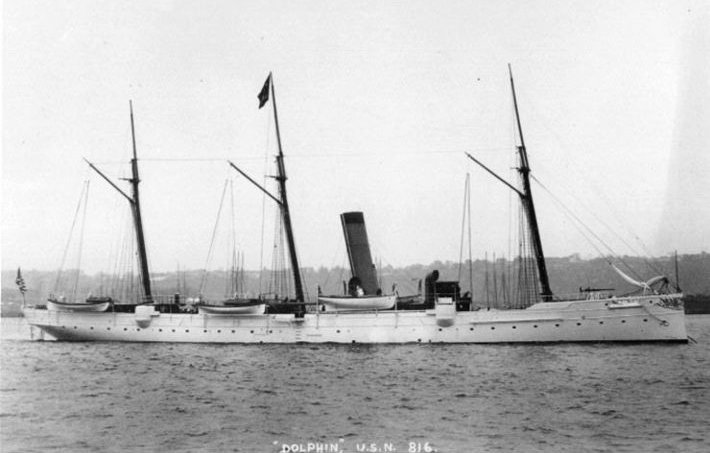
Le Dolphin dans les années 1890.

En 1893, alors que les États-Unis deviennent une puissance maritime, le président Grover Cleveland fait des croisières à bord du patrouilleur Dolphin. William McKinley navigua lui sur le Sylph. Theodore Roosevelt fut le premier à disposer d'un yacht spécialement aménagé et équipé pour un président américain. Le USS Mayflower, ancien yacht privé à vapeur de plus de 80 mètres construit en 1896 avait été acquis 2 ans plus tard par l'US Navy pour participer au blocus de Cuba pendant la guerre hispano-américaine de 1898. Il fut entièrement réaménagé pour l'usage présidentiel. Il allait servir pendant trois décennies jusqu'à ce que Herbert Hoover le fasse désarmer pour des raisons d'économies budgétaires. Il aura entre autres accueilli les négociations de paix mettant fin à la guerre russo-japonaise en 1905. Il sera remis en service au sein de l'US Coast Guard pendant la Seconde Guerre mondiale pour patrouiller le long de la côte nord-est américaine contre les U-Boots allemands.
Franklin Roosevelt, après la mise en place du New Deal en 1933, navigua sur le très luxueux yacht de Vincent Astor, le Nourmahal. Il fit l'acquisition du Sequoia qui devint l'USS Sequoia qu'il abandonna au profit de l'USS Potomac en 1936 après que l'US Navy ai considéré que le Sequoia pouvait constituer un piège mortel en cas d'incendie, surtout pour un président qui était en fauteuil roulant. Néanmoins le Sequoia restera en service, affecté comme yacht pour le secrétaire à la Marine.
Le président Roosevelt passa beaucoup de temps sur le Potomac, y recevant de nombreuses personnalités américaines et étrangères. Néanmoins avec l'entrée en guerre des États-Unis contre l'Allemagne en 1941, la Marine jugea plus prudent à cause du risque représenté par les U-Boots allemands que le président n'utilise plus de yacht (ce qui entrainera l'acquisition de Camp David). À sa mort, le bateau fut désarmé et remplacé par l'USS Williamsburg, un yacht construit à l'origine pour le magnat du papier Hugh J. Chisholm. Il avait été acquis par l'US Navy qui s'en servit comme navire de commandement puis patrouilleur en Atlantique Nord pendant la Seconde Guerre mondiale. Réaménagé, il allait servir de yacht présidentiel de 1945 à 1953, sous les présidences Truman et Eisenhower. Si Harry Truman s'en servira assez fréquemment, Dwight Eisenhower ne fera qu'une croisière à bord, pour se rendre en visite en Virginie et le fera désarmer par la suite.
Les présidents ne disposeront alors plus de yacht présidentiel dédié. Le Sequoia mis au service du secrétaire à la Marine servira à partir de 1969 pour tous les officiels du gouvernement américain de 1969 à 1977. Il sera l'un des plus utilisés par les différents présidents dont souvent pour des réunions informelles avec des personnalités politiques américaines ou étrangères. Franklin Roosevelt y recevra Winston Churchill. Lyndon Johnson y invitera fréquemment des sénateurs pour les convaincre de sa politique et Richard Nixon y reçut Leonid Brejnev. Jimmy Carter le fait vendre aux enchères en 1977 peu après son entrée à la Maison Blanche comme symbole d'économies budgétaires.

## Liste des yachts présidentiels
- USS Despatch, de 1873 (environ) à 1891 ; perdu à cette dernière date.
- USS Dolphin, de 1897 à une date inconnue.
- USS Sylph, de 1902 à 1929.
- USS Mayflower, de 1905 à 1929 avec un courte interruption en 1906. Il a fini comme l'un des premiers patrouilleurs de la marine israélienne.
- USS Sequoia, de 1934 à 1936, puis au service du secrétaire à la Marine de 1936 à 1969, puis du président et des membres du Cabinet présidentiel de 1969 à 1977. Rénové et propriété privée à Washington, disponible à la location.
- USS Potomac, de 1936 à 1945. Actuellement musée flottant à Oakland, dans la baie de San Francisco.
- USS Williamsburg, de 1945 à 1953. Actuellement, à l'état d'épave à La Spezia, en Italie
- un yacht appelé successivement :
  - Lenore II par Harry S. Truman
  - Barbara Anne par Dwight D. Eisenhower
  - Honey Fitz par John F. Kennedy
  - Patricia par Richard Nixon ; vendu en 1970 à un industriel.
- S/Y Manitou, un navire des United States Coast Guard choisi par Kennedy en 1962 et vendu 1968 à la Harry Lundeburg School of Seamanship.

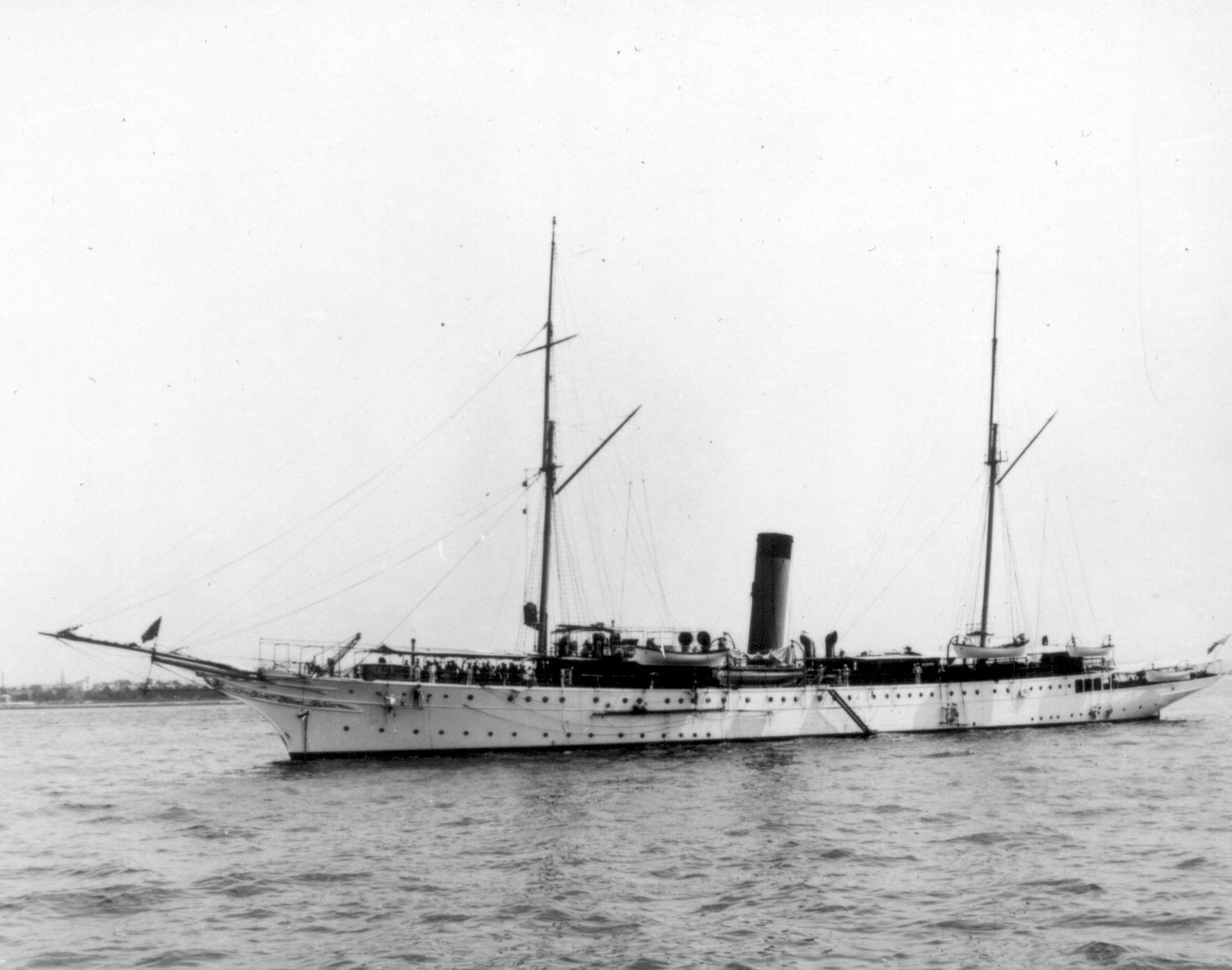
Le USS Mayflower en 1905.
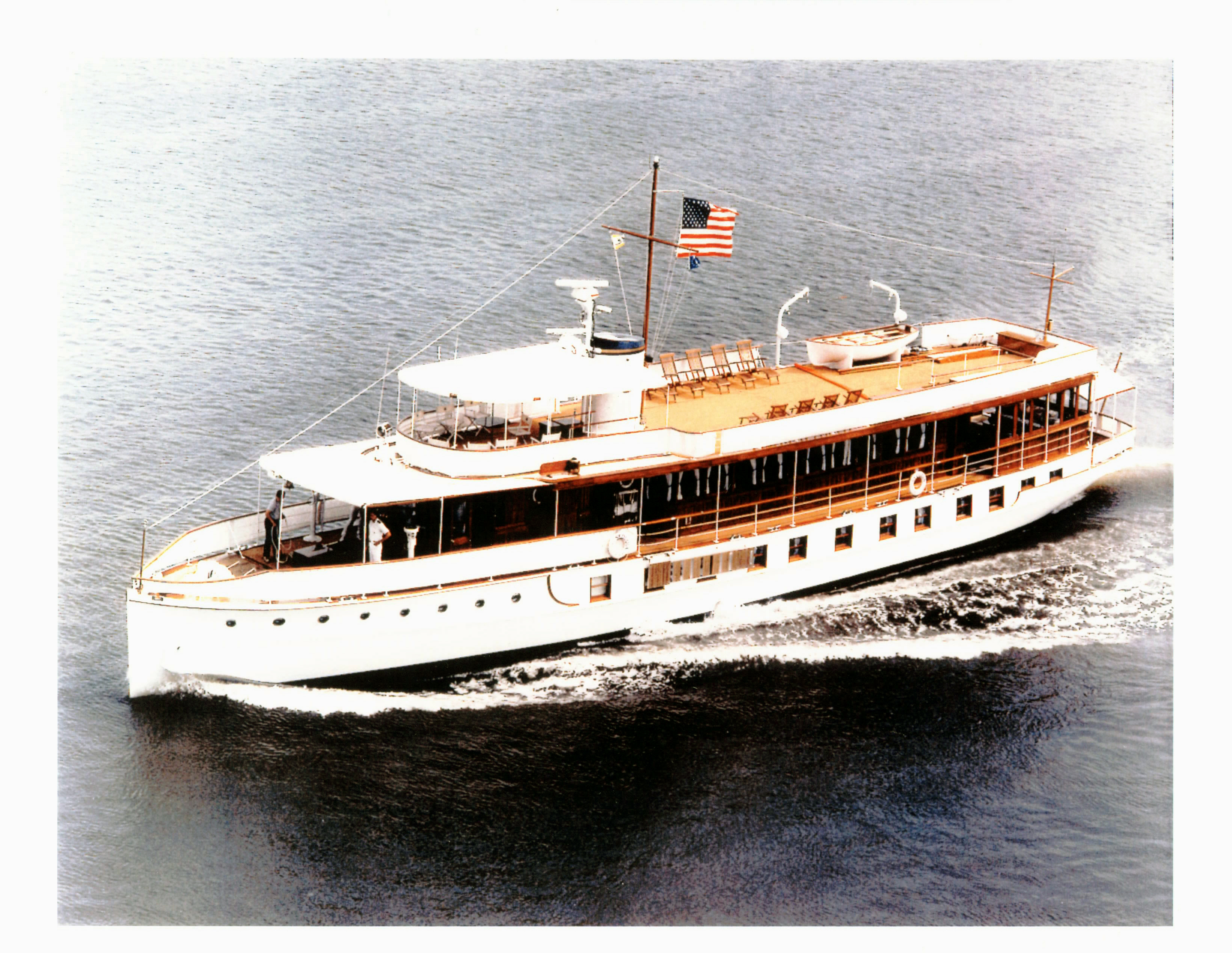
L'USS Sequoia
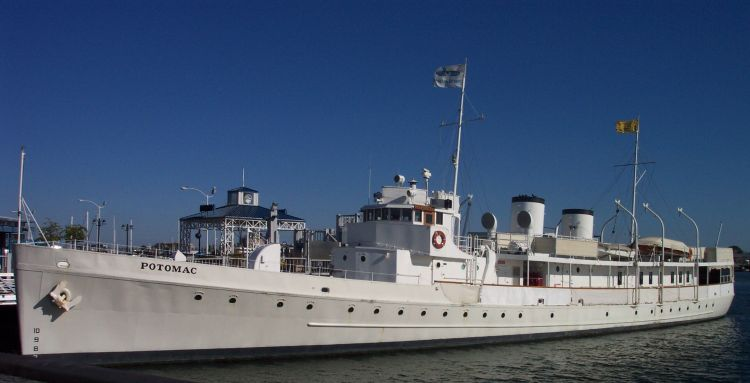
Le Potomac de nos jours sur un quai d'Oakland en Californie.
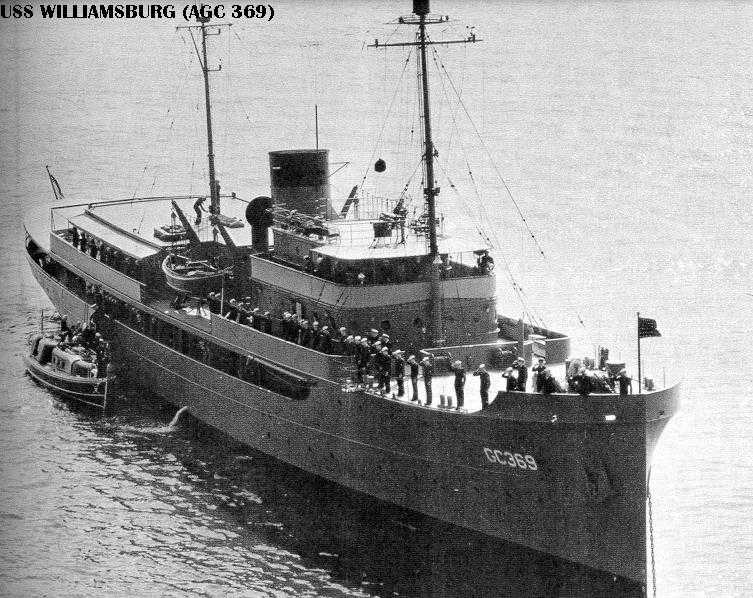
Le président Truman montant à bord du Williamsburg en 1946.

## Annexe